# Ірва (потік)
Ірва (також просто Потік) — потік в Україні у Кременецькому районі Тернопільської області. Правий доплив річки Ікви (басейн Дніпра).

## Опис
Довжина потоку приблизно 7,13 км, найкоротша відстань між витоком і гирлом — 6,07  км, коефіцієнт звивистості річки — 1,17 . Формується декількома струмками.

## Розташування
Бере початок у південній частині міста Кременця. Тече переважно на північний захід через місто і на південній околиці села Сапанів впадає у річку Ікву, праву притоку річки Стиру.

## Цікаві факти
- На правому березі потоку розташована гора Черча (373 м).
- У місті Кременець потік перетинає автошлях М19[1] (автомобільний шлях міжнародного значення на території України, довжиною 512 км, пролягає від переходу Доманове (Волинська область) до автомобільного прикордонного переходу Порубне (Чернівецька область). На території України є частиною Європейського автомобільного маршруту E85.)
- На потоці існують водокачка, газгольдери та газові свердловини[2].